# ハルツ狭軌鉄道
ハルツ狭軌鉄道（ドイツ語: Harzer SchmalspurbahnenまたはHSB）はドイツのハルツ山地で主に保存鉄道を保有・運営する鉄道会社である。ハルツ狭軌鉄道にはノルトハウゼンとヴェルニゲローデを結ぶ延長60.5kmのハルツ縦貫鉄道線（Harzquerbahn）、ハルツ縦貫鉄道線のアイスフェルダー・タールミューレ駅とクヴェードリンブルクを結ぶ延長43.3kmのゼルケ渓谷鉄道線（Selketalbahn）、ハルツ縦貫鉄道線のドライ・アンネン・ホーネ駅とブロッケン山の山頂を結ぶ延長19.0kmのブロッケン鉄道線（Brockenbahn）の3路線があり、軌間はいずれもメーターゲージである。このうち通勤通学用に用いられているのはノルトハウゼン近郊でコンビーノ・デュオを使ってノルトハウゼン市電との直通運転を行っている区間だけで、その他は観光路線である。

## 歴史
ブロッケン山は東西冷戦中には軍事的な要衝だったが、ドイツ再統一後には観光地として賑わう様になり、1993年2月1日に開通した。山頂はレーダー博物館になっている。

## 運行
ハルツ山地を走行しており、観光客向けの蒸気機関車による列車の運行だけでなく、気動車による列車も運行される。

## ギャラリー

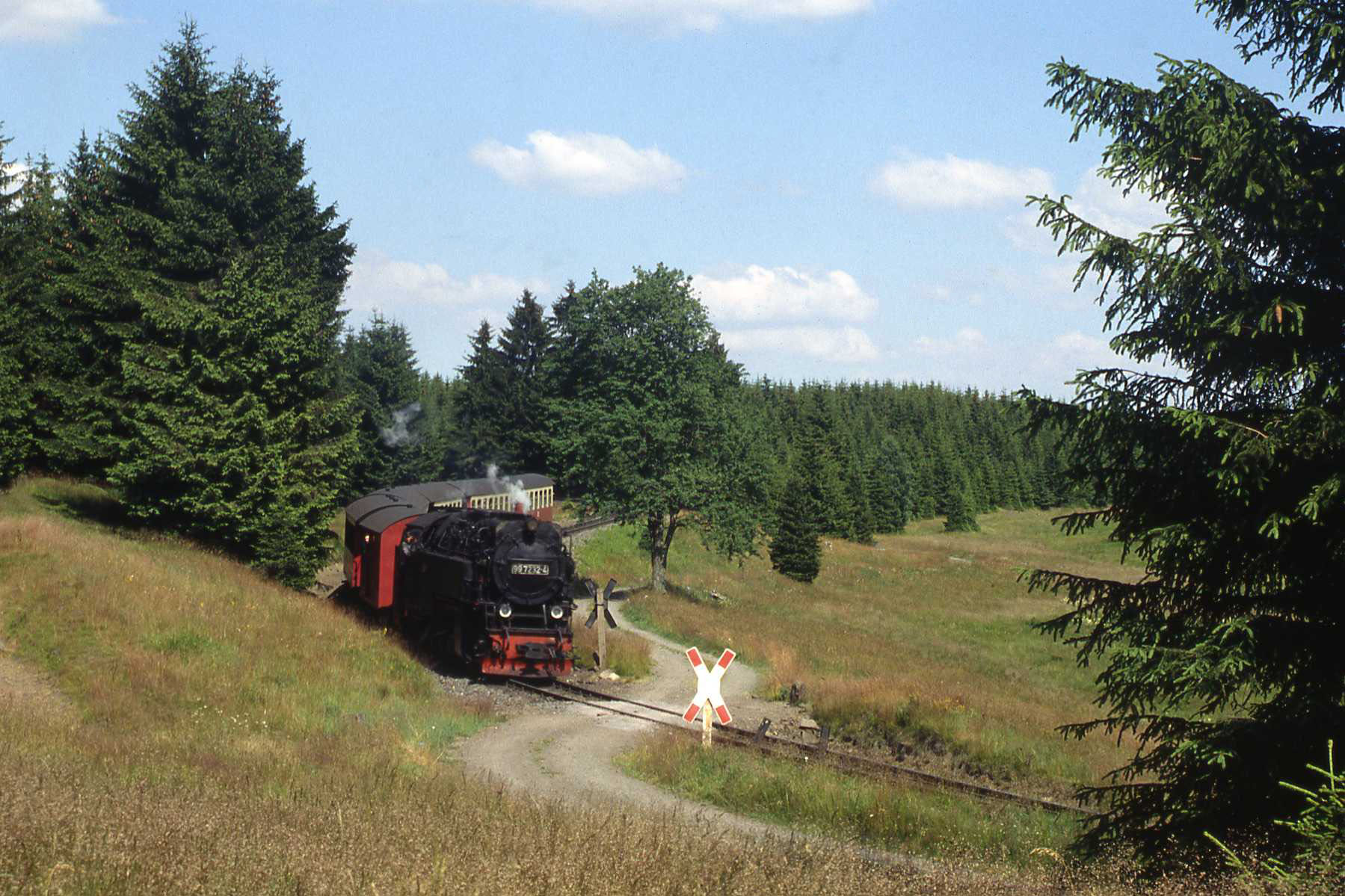
走行する機関車
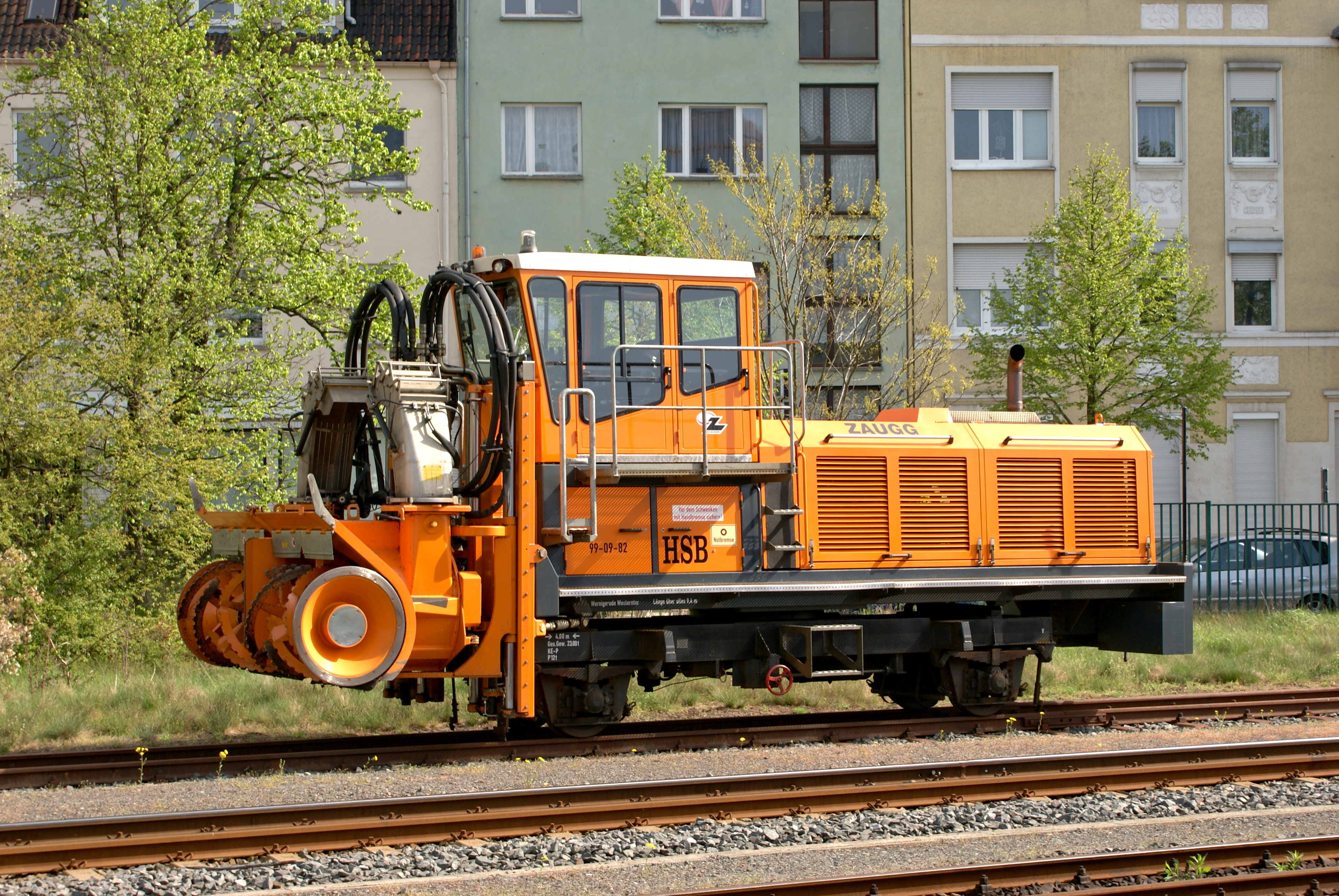
保線用車両
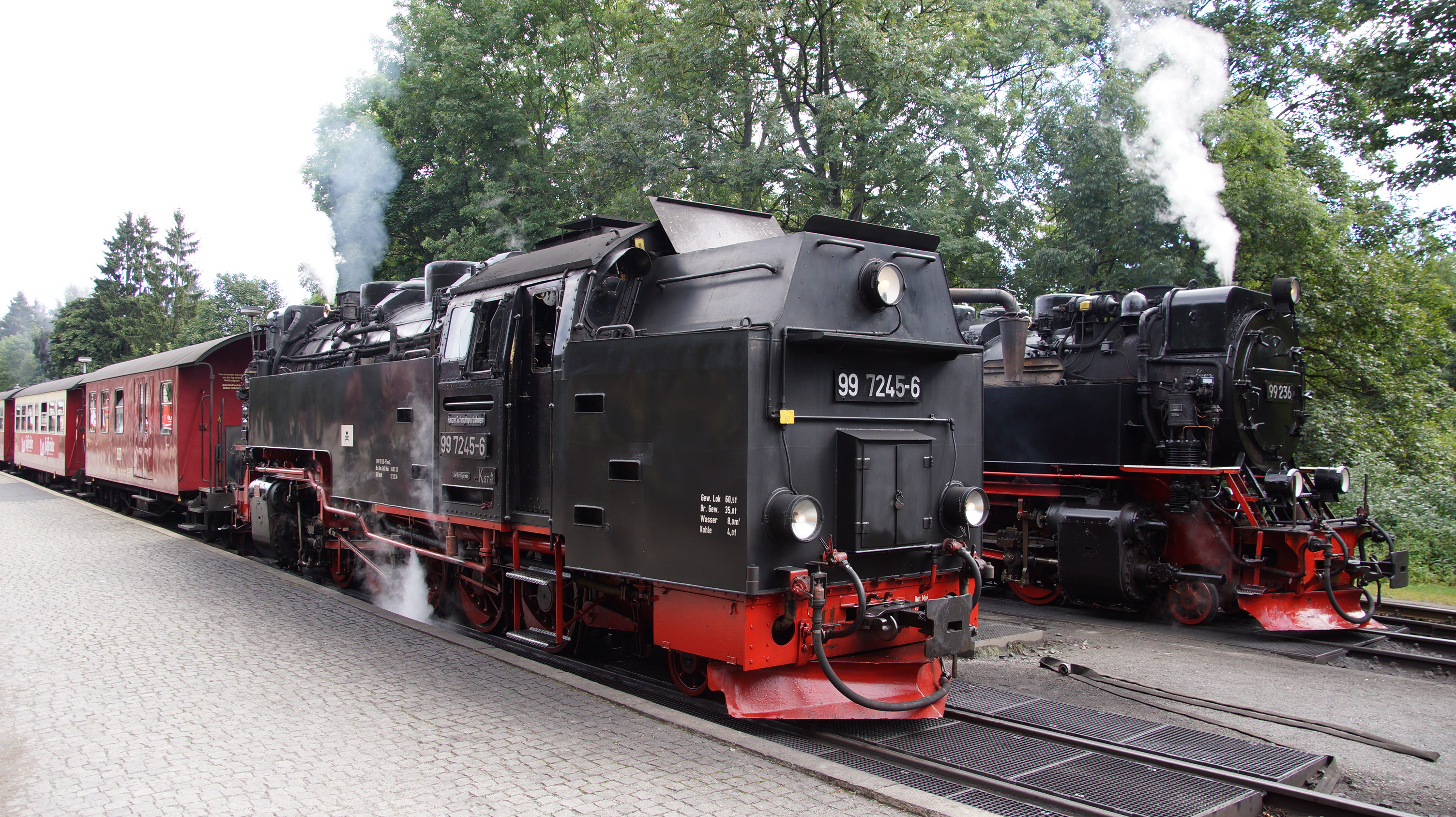
停車中の蒸気機関車
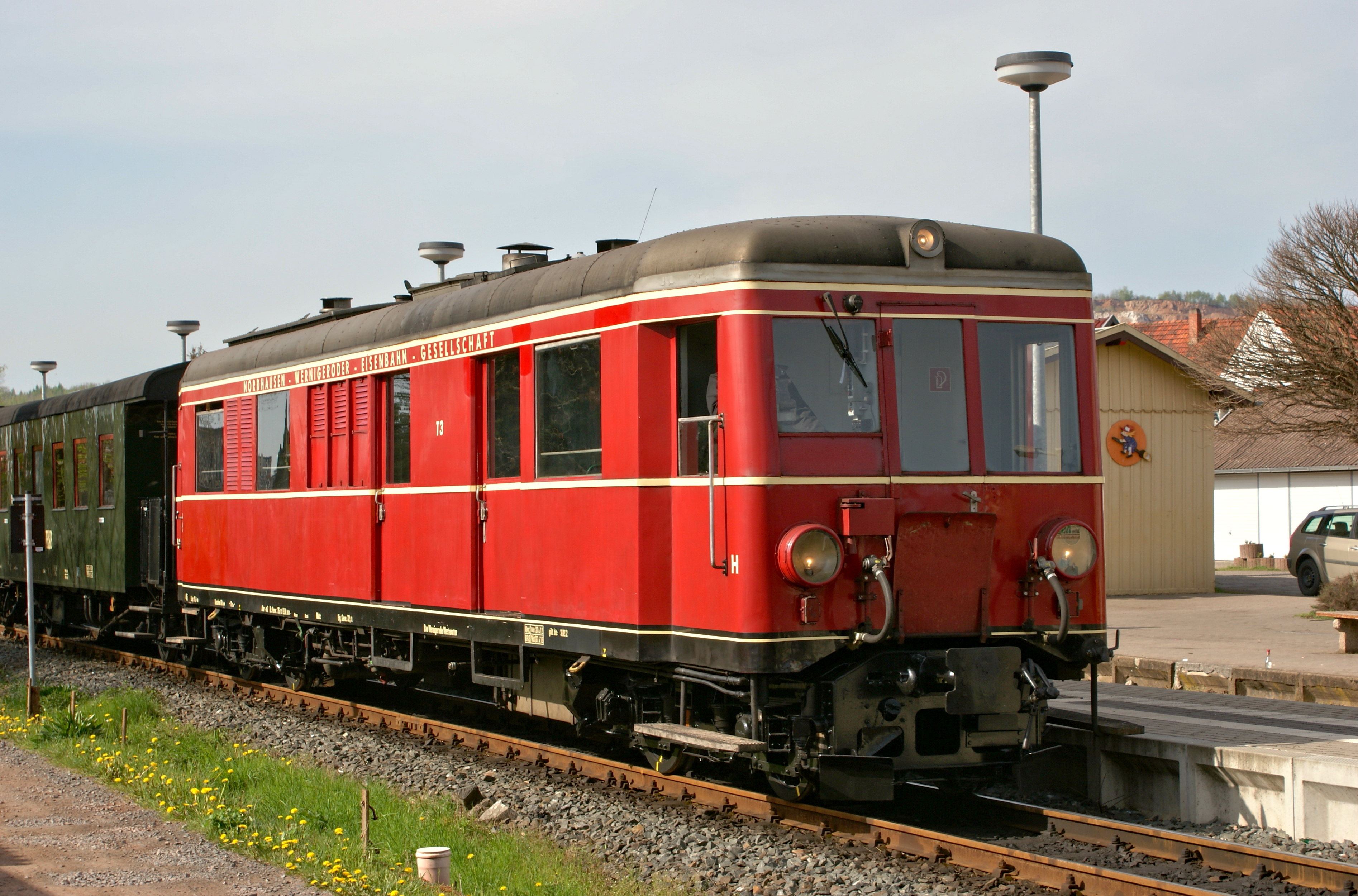
気動車

## 文献
- 白川淳『海外保存鉄道』JTBパブリッシング〈JTBキャンブックス〉。ISBN 978-4-53-302143-5。